# Ivan Antonio Marín
Iván Antonio Marín López (Jardín, 13 de mayo de 1938) es un religioso católico y teólogo colombiano. Actual arzobispo emérito de Popayán.

## Biografía

### Primeros años y formación
Nacido en el municipio colombiano de Jardín del Departamento de Antioquia, el día 13 de mayo de 1938.
Después de cursar primaria en su población natal, hizo secundaria en el ciclo filosófico del Seminario San Juan Eudes de la Diócesis de Jericó. Y después obtuvo una licenciatura en Teología por la Pontificia Universidad Javeriana de Bogotá.

### Sacerdocio
El 8 de diciembre de 1964 fue ordenado sacerdote para Jericó, por el entonces obispo diocesano Mons. Augusto Trujillo Arango.
Tras su ordenación tuvo la oportunidad de viajar hacia España, donde hizo realizó un curso de especialización pastoral en el Instituto Social León XIII de Madrid.
A su regreso en 1966 inició su ministerio y desde entonces ha ocupado los cargos de: 
- Director Diocesano de Caritas y del Apostolado de los Laicos en Jericó (1966-1970).
- Miembro de la Junta Central del Sínodo de la Provincia Eclesiástica de Medellín (1968-1969).
- Director del Departamento de Diaconado Permanente en el SPEC (1971-1982).
- Director del Secretariado Nacional de Pastoral Social (1982-1987).
- Subsecretario del Pontificio Consejo Cor Unum de la Santa Sede (1988-1992) y Secretario del mismo Consejo.

## Episcopado

### Arzobispo de Popayán
Desde el 19 de abril de 1997 hasta el 7 de julio de 2018, fungió como Arzobispo de Popayán tras haber sido nombrado por el Papa Juan Pablo II.
Recibió su consagración episcopal el día 6 de junio del mismo año, a manos del entonces presidente del Pontificio Consejo "Cor Unum" y cardenal Mons. Roger Etchegaray; y de sus co-consagrantes: el también cardenal y entonces Nuncio Apostólico en el país Mons. Paolo Romeo y de su predecesor en el cargo Mons. Alberto Giraldo.
Por su edad tuvo que retirarse de su sede episcopal el 19 de mayo de 2018, siendo sucedido por Luis José Rueda Aparicio, siendo posteriormente designado como capellán del Santuario de Belén, donde actualmente continua ejerciendo su sacerdocio..